# Great Warford
Great Warford – wieś w Anglii, w hrabstwie ceremonialnym Cheshire, w dystrykcie (unitary authority) Cheshire East. Leży 43 km na wschód od miasta Chester i 246 km na północny zachód od Londynu. Miejscowość liczy 1710 mieszkańców.